# Monticello (Utah)
Monticello – miasto w Stanach Zjednoczonych, w stanie Utah, w hrabstwie San Juan.